# (7597) Shigemi
Pour les articles homonymes, voir Shigemi.
(7597) Shigemi est un astéroïde de la ceinture principale.

## Description
(7597) Shigemi est un astéroïde de la ceinture principale. Il fut découvert le 14 avril 1993 à Kiyosato par Satoru Ōtomo. Il présente une orbite caractérisée par un demi-grand axe de 2,94 UA, une excentricité de 0,06 et une inclinaison de 3,2° par rapport à l'écliptique.

## Compléments